# Lista filmelor kazahe propuse la Oscar pentru cel mai bun film străin
Aceasta este lista filmelor propuse de Kazakhstan la Premiul Oscar pentru cel mai bun film străin de când și-a câștigat independența față de URSS în 1991. În 2008, Kazahstanul a avut prima nominalizare la Oscar, pentru filmul epic biografic al lui Ginghis Han, Mongol. Kazahstanul i-a șocat pe mulți analiști ai premiilor Oscar când filmul obscur Kelin a fost selecționat în 2010 pe lista scurtă, în fața unor filme mai cunoscute din Italia, Coreea, Norvegia și altele. În cele din urmă, Kelin nu a reușit să ajungă în lista celor cinci filme nominalizate. Kazahstanul este până acum singura țară din Asia Centrală care a fost nominalizată la Premiul Oscar. 

## Lista filmelor propuse
| An (Ceremonie) | Titlu în engleză               | Titlu original                   | Regizor                                    | Rezultat      |
| -------------- | ------------------------------ | -------------------------------- | ------------------------------------------ | ------------- |
| 1992 (65th)    | The Fall of Otrar              | Отырардың күйреуі (Gibel Otrara) | Ardak Amirkulov                            | Nenominalizat |
| 2006 (79th)    | Nomadul                        | Көшпенділер                      | Sergei Bodrov, Talgat Temenov, Ivan Passer | Nenominalizat |
| 2007 (80th)    | Mongol                         | Моңғол                           | Sergei Bodrov                              | Nominalizare  |
| 2008 (81st)    | Tulpan                         | Қызғалдақ                        | Sergey Dvortsevoy                          | Nenominalizat |
| 2009 (82nd)    | Kelin                          | Келін                            | Ermek Tursunov                             | Lista scurtă  |
| 2010 (83rd)    | Strayed                        | Заблудившийся                    | Akan Satayev                               | Nenominalizat |
| 2011 (84th)    | Returning to the 'A'           | Возвращение в «А»                | Egor Mikhalkov-Konchalovsky                | Nenominalizat |
| 2012 (85th)    | Myn Bala                       | Жаужүрек мың бала                | Akan Satayev                               | Not Nominated |
| 2013 (86th)    | The Old Man                    | Шал                              | Ermek Tursunov                             | Nenominalizat |
| 2015 (88th)    | Stranger                       | Жат                              | Ermek Tursunov                             | Nenominalizat |
| 2016 (89th)    | Amanat                         | Аманат                           | Satybaldy Narymbetov                       | Nenominalizat |
| 2017 (90th)    | The Road to Mother             | Анаға апарар жол                 | Akan Satayev                               | Nenominalizat |
| 2018 (91st)    | Ayka                           | Айка                             | Sergey Dvortsevoy                          | Lista scurtă  |
| 2019 (92nd)    | Kazakh Khanate – Golden Throne | қазақ хандығының алтын тесігі    | Rustem Abdrashev                           | Nenominalizat |
| 2020 (93rd)    | The Crying Steppe              | Ұлы дала зары                    | Marina Kunarova                            | Nenominalizat |
| 2021 (94th)    | Yellow Cat                     | Сары мысық                       | Adilkhan Yerzhanov                         | Nenominalizat |